# Teòdot, Tecusa i màrtirs d'Ancira
Teòdot d'Ancira, amb Tecusa, Alexandra, Clàudia, Faina, Eufràsia, Madrona i Julita (o Atanàsia), van ser cristians màrtirs durant la persecució de Dioclecià a Ancira, actual Ankara (Turquia). Són venerats com a sants a tota la cristiandat.
Aquest Teòdot d'Ancira no s'ha de confondre amb el bisbe Teòdot d'Ancira, mort al segle v.

## Biografia
Durant la persecució de Dioclecià, cap al 303, van ser detingudes i condemnades a mort les cristianes Tecusa, que era tia de Teòdot, i sis verges; les van deixar en un bordell perquè fossin violades, però ningú no les tocà, per la qual cosa les van ofegar en els pantans, amb pedres lligades al coll.
Teòdot, també cristià, en recuperà els cossos i els sebollí. Després continuà la seva tasca d'ajut als cristians, als que visitava a la presó o oferia el que necessitessin, com la seva llar per celebrar-hi oficis i reunions. El governador fou informat del lloc on havia enterrat les màrtirs i les feu exhumar i cremar-ne les restes. Teòdot, llavors, es presentà davant d'ell i confessà la seva fe, recriminant-li la persecució.
En no voler abjurar ni fer sacrificis als déus, també va ser condemnat i, després de diverses tortures, decapitat.